# We Believe
A We Believe a hatodik dal a Queen + Paul Rodgers formáció 2008-as The Cosmos Rocks albumáról.
Nyilatkozatok szerint valójában Brian May szerzeménye, bár megegyezés szerint az albumon nem jelölték külön a szerzőséget. Több mint hatperces hosszával az album leghosszabb dala. Balladai jegyeket tartalmazó mű, ahol a The Cosmos Rock dalai közül a legerősebben megjelennek a Queen együttesre jellemző vokálharmóniák – bár nem annyira kidolgozottan. A vélemények szerint ez a dal hasonlít leginkább az egykori Queen himnuszokra, a BBC kritikusa például a We Are the Championshoz hasonlította.
A dalszövege egy jobb világ iránti vágyat említ, ez a téma gyakran előkerült May dalainál, mind a Queen tagjaként (Some Day One Day), mind pedig szólóban (Another World). A kritikusok naivnak és szentimentálisnak tartották a szöveget.
A Mojo magazin az 1980-as évek stadionrock dalaihoz hasonlította. A PopMatters a békéről szóló abszolút gyönyörű üzenetnek nevezte. Az est.hu kritikusa a Queen himnuszok egyik gyenge utánérzésének tartotta. A BBC kritikusa az album egyik mélypontjának tartotta.
Rendszeresen játszották a lemezbemutató Rock the Cosmos Tour során. Az első versszakot rendre May énekelte el, majd később vette át az énekesi szerepet Paul Rodgers.

## Közreműködők
- Paul Rodgers: ének, háttérvokál
- Brian May: gitár, billentyűsök, háttérvokál
- Roger Taylor: dob, háttérvokál